# Eeva Kuuskoski

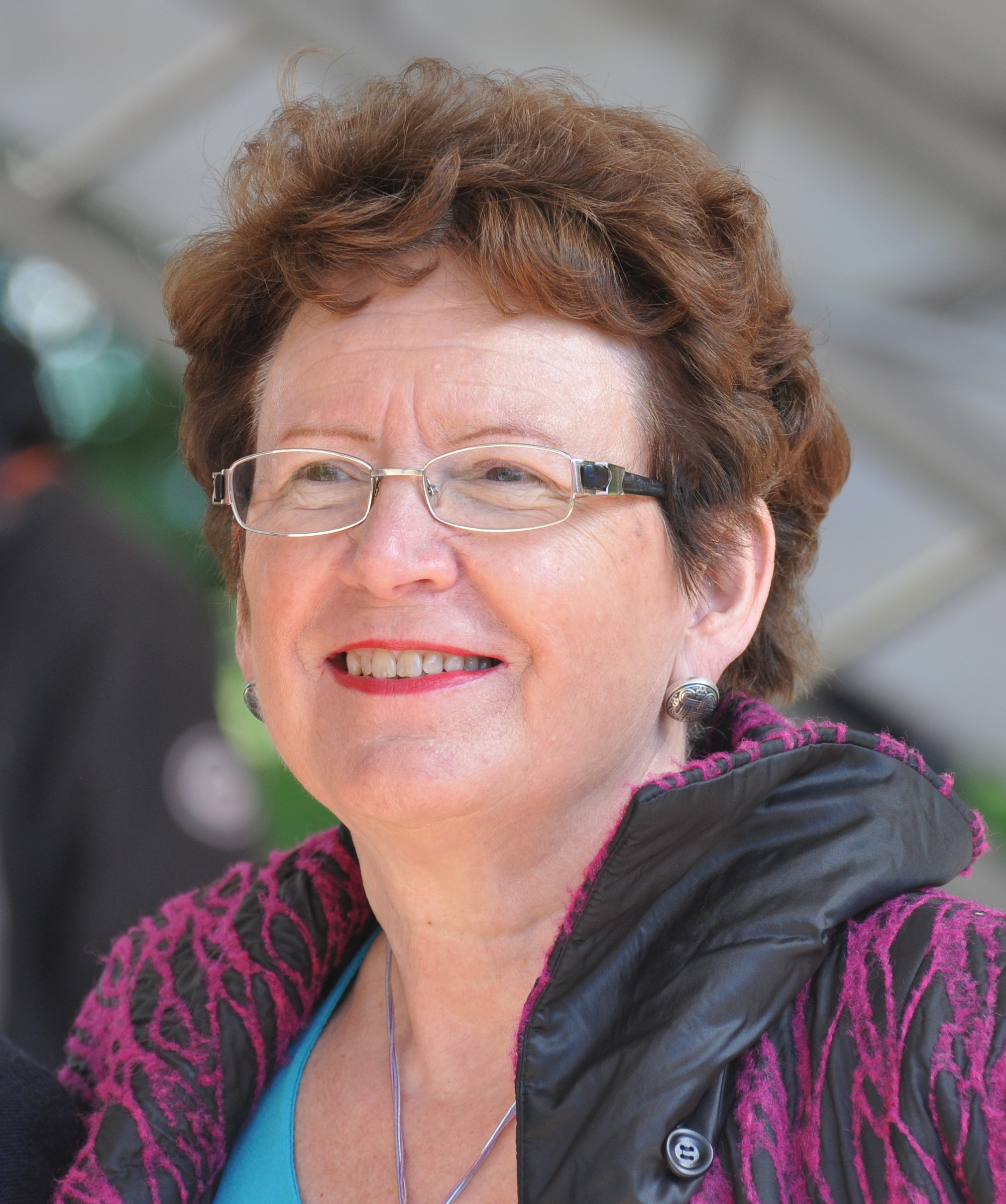
Eeva Kuuskoski.

Eeva Maija Kaarina Kuuskoski, född 4 oktober 1946 i Aura, är en finländsk läkare och politiker. 
Kuuskoski blev medicine licentiat 1972 och invaldes i Finlands riksdag 1979 som representant för Samlingspartiet. Hon övergick emellertid redan året därpå till Centern samt var social- och hälsovårdsminister i Kalevi Sorsas regering 1983–1987 och i Esko Ahos dito 1991–1992. Hon uppställdes av en folkrörelse som kandidat till presidentposten 1994, men erhöll endast 2,6 % av rösterna i valet. Hon lämnade riksdagen 1994, och anställdes vid Mannerheims barnskyddsförbund 1995 samt var dess generalsekreterare 1998–2007. Hon blev generalsekreterare för Social- och hälsoorganisationernas samarbetsförening SAF rf 2007. Hon har skrivit memoarboken Ihmisten kanssa (1991).

## Utmärkelser
- Krigsinvalidernas förtjänstkors,  1977[1]
- Kommendörstecknet av Finlands Lejons orden,  1988[1]
- Konstantin den stores orden,  1998[2]

[Redigera Wikidata]